# شاه‌باغ

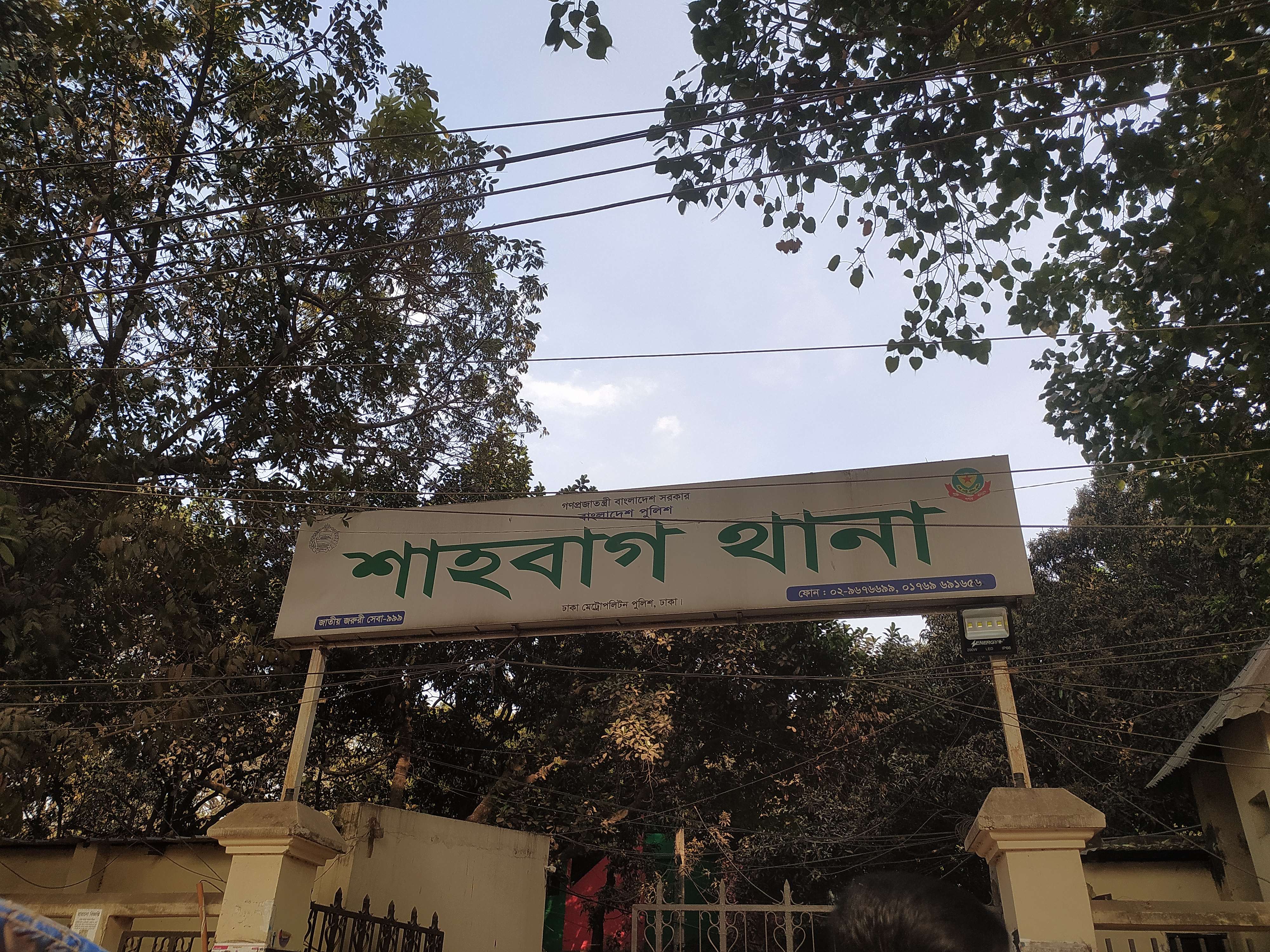
نمایی از ایستگاه کلانتری شاه‌باغ در شهر داکا - ۲۰۲۳

شاه‌باغ (بنگالی: শাহবাগ়) از محلات اصلی شهر داکا، پایتخت بنگلادش است. این محله در سده هفدهم میلادی، در زمان پادشاهی گورکانیان بنیاد شد و نخست «باغ پادشاهی» نام داشت و سپس نام آن کوتاه‌تر شده و شاه‌باغ نامیده شد، هر دو نام از زبان فارسی گرفته شده‌اند.
شاه‌باغ محل استقرار نهادهای آموزشی اصلی بنگلادش است و دانشگاه داکا نیز در شاه‌باغ واقع شده‌است.